# Batalla d'Alàlia
La batalla d'Alàlia fou una batalla naval esdevenguda entre els foceus, que uns anys abans havien fundat la colònia d'Alàlia, i una coalició de púnics i etruscs. Va tenir lloc a la mar Tirrena, entre Còrsega i Sardenya, entre el 541 i 535 aC.
Fou conseqüència de la pressió colonial i comercial que exercien els foceus sobre la Mediterrània occidental, una regió que abans de la fundació de Massàlia havia estat monopolitzada per fenicis i, en menor mesura, etruscs. El desenllaç de la batalla és discutit: mentre que les fonts antigues indiquen que la victòria fou pels foceus, la historiografia moderna es decanta més aviat per allò contrari, o bé per un empat. En qualsevol cas, la batalla comportà una frenada en la intensitat comercial grega en aquells encontorns mediterranis que permeté la intensificació de l'expansió comercial feniciopúnica a tota la costa hispànica i el domini etrusc a la zona de la Mar Tirrena, si més no fins a la batalla de Cumes el 474 aC (fr).
La batalla tengué grans conseqüències a gran escala:
- Fou clau per l'emergència a la Mediterrània de dues esferes d'influència política, econòmica i cultural diferenciades: la grega i la fenícia. En l'equilibri d'aquests dos mons incubà el sorgiment d'un nou subjecte polític, nascut sota la influència cultural i política de grecs, fenicis i etruscs: Roma.
- La retirada dels foceus com a potència comercial capaç de competir amb els etruscs a la zona nord de la mar Tirrena, hegemonia que els etruscs no perdrien fins gairebé un segle més tard, a la batalla de Cumes, que fou un cop dur en el seu control sobre Roma i la zona de la Campània. El domini dels etruscs els permeté d'intensificar les seves relacions amb la zona del centre d'Europa, que tengueren un paper decisiu en l'esdevenidor de la cultura cèltica i particularment en el pas de la cultura de Hallstatt a la cultura de La Tène.
- La disminució de la intensitat comercial dels foceus amb les costes ibèriques (excepció feta de l'extrem nord, a Empúries) obrí les portes al monopoli comercial dels cartaginesos amb aquesta regió, que desembocà en la colonització cartaginesa de les costes de la península Ibèrica. Això comportà, d'una banda, la decadència i posterior desaparició de Tartessos, aliada comercial dels grecs, que no pogué competir amb l'ímpetu comercial dels púnics. D'altra banda, en el naixement de la cultura ibèrica el món indígena rebé una influència forta del món cultural púnic, i a conseqüència de la batalla d'Alàlia, aquesta influència s'intensificà.

## Context

### Latalassocràciafocea
Al llarg del segle vii aC, els habitants de la ciutat de Focea dugueren a terme un procés d'exploració i expansió comercial per la Mediterrània occidental, que culminà el 600 aC amb la fundació de Massàlia. Segons Heròdot, foren els primers grecs a explorar la Mediterrània Occidental fins a arribar a l'Atlàntic. La motivació de tal empresa era indubtablement l'interès comercial, a despit que certament els foceus no desaprofitaren l'ocasió per dur a terme accions de pirateria puntual.
Cap al 600 aC, els foceus ja havien fundat Massàlia, i unes quantes dècades més tard, Empúries. Cap a la dècada del 570 aC, varen reforçar la seva posició a la Mediterrània occidental amb l'establiment d'un empori a Alàlia, a l'illa de Còrsega, en un punt estratègic per les seves rutes. Les fundacions a Ibèria i a la Gàl·lia no comportaren conflicte amb els etruscs, que mantengueren els seus tractes comercials amb els gals de la zona del Roine, com ho prova el fet que les importacions etrusques en aquella zona fins i tot augmenten després de la fundació de Massàlia. Sembla que, d'entrada, la fundació d'Alàlia tampoc no suposà un enfrontament entre grecs i etruscs.

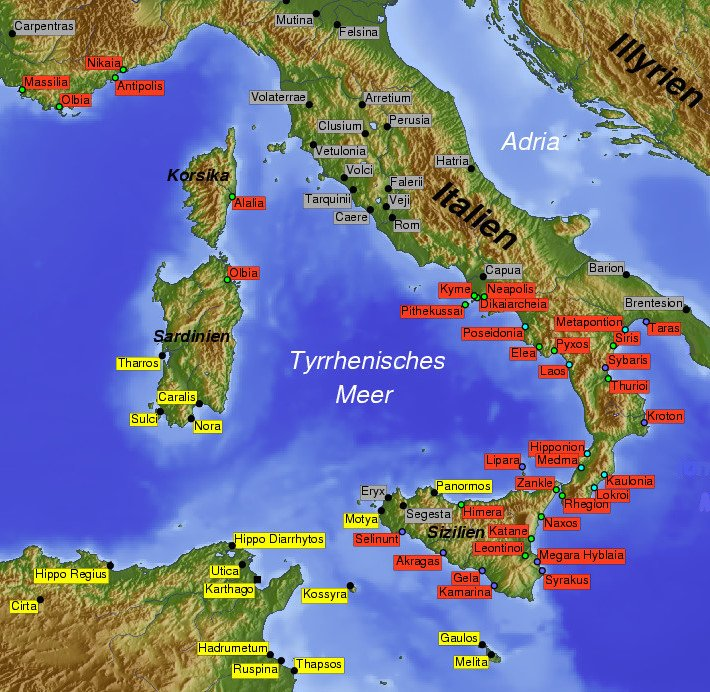
L'àmbit tirrènic

L'expansió colonial focea provocà una reacció diferent entre els fenicis. Fins a l'aparició dels foceus a la Mediterrània occidental, el colonialisme fenici s'havia caracteritzat per simples freqüentacions esporàdiques amb poca implantació sobre el territori. La competència directa amb els grecs, que tenien un model colonial que comportava establiment permanent sobre el territori, va forçar els fenicis a evolucionar cap a un model amb formes de poblament més duradores i perennes, entre les quals la fundació d'Eivissa. No hi ha constància, però, de cap enfrontament directe entre grecs i fenicis en el context de la Mediterrània Occidental en aquesta etapa.

### La conquesta de Cir el Gran
Focea havia romàs independent fins que fou sotmesa pel rei Cresos de Lídia cap al 560 aC. Quan el 546 aC Cir el Gran de Pèrsia va derrotar els lidis, es va disposar a fer efectiu el control sobre tot el territori conquerit. Els foceus rebutjaren de sotmetre's al domini persa i, cap al 545 aC, quan els perses es disposaven a posar setge a la ciutat, els foceus la varen abandonar i s'embarcaren tots cap a occident, on s'establiren a la nova colònia d'Alàlia. Aquest moviment poblacional comportà una transformació radical a Alàlia, que passà de ser un simple assentament comercial a esdevenir una autèntica ciutat que havia de tenir cabuda per una ciutat relativament gran com era Focea llavors. Aquesta transformació va anar acompanyada dels rituals fundacionals que corresponien a tals ocasions.
Aquest episodi canvià les coses a l'àmbit tirrènic, on els etruscs i els fenicis passaren a tenir la competència d'una població molt més nombrosa que, a més a més, segons Heròdot començà a amenaçar els seus veïns amb incursions i saquejos. Sembla que està associat a aquest breu període d'estada dels foceus a Còrsega la fundació grega d'Òlbia, que més tard seria abandonada i esdevendria una població púnica. Davant aquest fet, els etruscs reaccionaren establint noves rutes comercials, principalment cap a l'Adriàtic a través de l'Etrúria padana, partint dels ports d'Àdria, Espina i els actuals Voghiera i San Basilio (it). En qualsevol cas, la situació portà a la creació d'un front comú etrusco-fenici contra els nous veïns de Focea, aliança de la qual donà notícia el mateix Aristòtil.

### El front etrusco-fenici

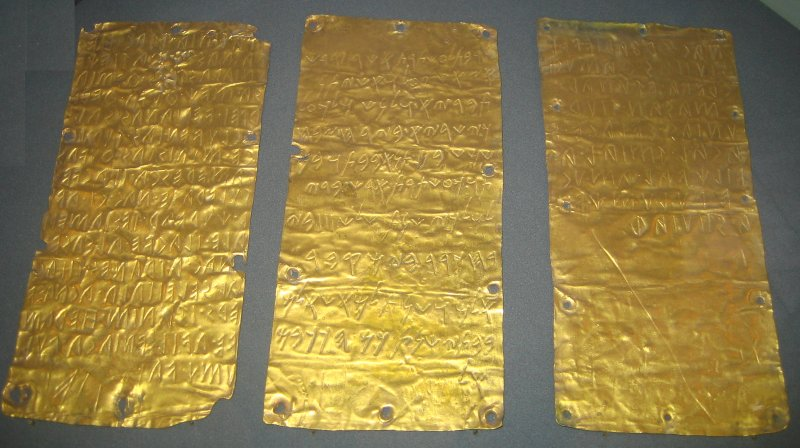
Les làmines de Pyrgi

Efectivament, fenicis i etruscs eren pobles amics per tal com mantenien relacions comercials estretes. Les troballes arqueològiques demostren que els intercanvis comercials i, per tant, culturals entre Cartago i diversos centres d'influència etrusca a Sardenya, el Laci, la Campània, la Gàl·lia i Etrúria mateixa. Sembla que al llarg de les costes tirrèniques la presència de mercaders fenicis era constant, fruit de les bones relacions entre totes dues potències.
L'existència d'una aliança més o menys formal entre etruscs i confirmades ve col·lateralment confirmada pel contingut de les làmines de Pyrgi, tres làmines d'or inscrites en bilingüe fenici-etrusc que fan referència a la consagració comuna d'un temple a Astarte per part de cert Thefarie Velianas, rei de Cisra. La cronologia encaixa perfectament amb el final del segle vi aC, i, per bé que no fa cap referència a cap tractat o aliança bèl·lica, sembla evident que demostra que les relacions eren estretes.

## La batalla

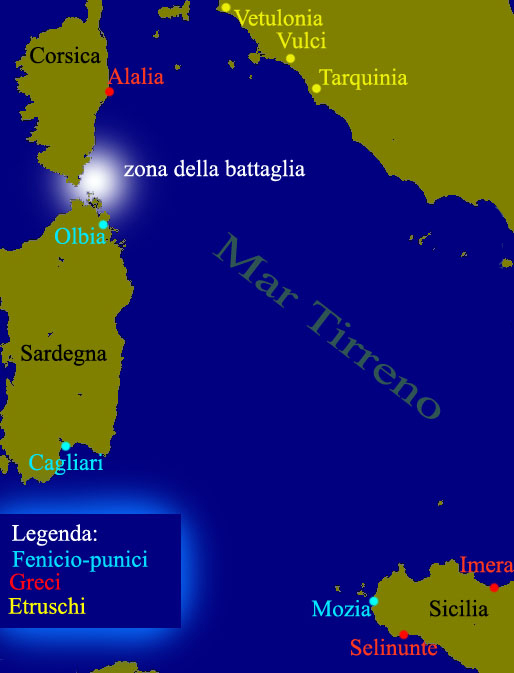
Localització de la batalla

La font principal per la batalla és Heròdot, qui explica que cadascun dels tres pobles aplegà seixanta naus, de manera que el contingent aliat duplicava el dels foceus. En el cas d'aquests, cal assenyalar que no es tractava de trirems, popularitzats més tard, ans de pentecònters. Segons Heròdot, els grecs resultaren vencedors, però es tractà d'una victòria cadmea (en), en la qual perderen quaranta naus i les vint que restaven resultaren totalment inutilitzades perquè tenien els esperons malmesos. Atès el relat d'Heròdot i les conseqüències de la batalla, la historiografia moderna considera la possibilitat que els foceus no fossin els vencedors i que el resultat real fos maquillat pels antics.
Després de la batalla, els foceus es retiraren novament a Alàlia, i d'allà s'embarcaren novament per refugiar-se a Règion. Pel que fa als etruscs i els fenicis, el nombre de baixes és desconegut, però Heròdot informa que capturaren un bon nombre de presoners i, pel que sembla, es dirigiren cap a Cisra. La batalla va tenir gran importància també a nivell simbòlic, i els mateixos protagonistes en foren conscients: Heròdot relata com els etruscs assassinaren els presoners fets durant la batalla i posteriorment els dedicaren un festival religiós, mentre que a Èlea, fundada pels grecs poc després de la batalla, s'han trobat armes etrusques dipositades ritualment sota el temple fundacional que els arqueòlegs interpreten com a trofeus de guerra de la batalla d'Alàlia.
Pel que fa a la datació, no es coneix l'any exacte, i en general s'aproxima amb els esdeveniments anteriors (caiguda de Lídia, fugida dels foceus) i posteriors (abandonament d'Alàlia, fundació d'Èlea). La data més comuna volta entre el 540 aC i el 530 aC.

## Conseqüències

### Món grec
Immediatament després de la batalla, els foceus retornaren a Alàlia i l'evacuaren, i es refugiaren a Règion. Malgrat això, l'evidència arqueològica indica que Alàlia mantengué un petit poblament estable de caràcter hel·lènic però amb senyals de presència també etrusca i púnica fins a la conquesta romana, de manera que l'abandonament d'Alàlia degué afectar només els foceus exiliats de l'Àsia Menor.

Zones d'influència després de la batalla

Poc més tard, però, els foceus abandonaren Règion i es dirigiren més al nord, a la costa de Lucània, on fundaren la colònia d'Èlea vora Posidònia, una colònia de Síbaris. Tal com suggereix el relat d'Heròdot a propòsit de la fundació d'Èlea, és probable que les mateixes colònies gregues de la zona afavorissin l'establiment dels foceus, perquè d'aquesta manera es reforçava la presència colonial grega en un moment d'auge comercial etrusc. De fet, sembla que la fundació es produí sobre un assentament preexistent, segurament força precari, atès que s'han localitzat nivells arqueològics que semblen anteriors al moment de la fundació de la polis. La fundació d'Èlea tengué conseqüències importants en la història del pensament grec perquè acollí el filòsof Xenòfanes de Colofó, fundador de l'escola eleàtica i mestre de grans filòsofs com Zenó, Parmènides i, en menor mesura, Melís de Samos, escola que tengué gran influència sobre Plató.
En qualsevol cas, després de la batalla d'Alàlia els foceus renunciaren a les seves pretensions a la Mediterrània occidental i limitaren la seva actuació a les seves colònies al golf de Lleó, de Massàlia a Empúries. Així doncs, el contacte comercial entre Tartessos i Focea de què dona notícia Heròdot arribà al seu final. Sens dubte, una part dels foceus tornà a casa i Focea fou repoblada i redreçada, però no recobrà mai la talassocràcia que havia tengut. Els contactes entre la metròpolis i Massàlia, però, s'anaren reduint i la colònia començà a actuar com a polis independent: a tall d'exemple, cap a final del segle vi aC acaben les importacions de ceràmica, substituïdes per ceràmica de producció local (hi ha autors que parlen d'una segona fundació). Massàlia prosperà encara més quan uns anys més tard, després de les batalles d'Hímera (480 aC) i de Cumes (474 aC) (fr), els etruscs (a Cumes) perderen influència com a potència comercial i els púnics (a Hímera) perderen l'oportunitat d'hegemonia a Sicília i centraren els seus interessos comercials al sud-oest d'Ibèria.

### Món etrusc
Amb la retirada dels foceus els etruscs s'asseguraren el control de les rutes de nord de la Mar Tirrena i de la costa oriental de Còrsega. Hom assisteix al període de màxima esplendor del món etrusc, que tenia el domini de tota la zona nord de la mar Tirrena, s'havia expandit per la plana del riu Po i havia encetat el comerç adriàtic i intensificat el comerç amb els celtes, i encara assajaren un altre moviment expansiu per dominar el sud d'Itàlia i la Magna Grècia, que fou frenat per la victòria dels cumans i llatins a la batalla d'Arícia (it) cap al 507 aC. Els centres etruscs de la Campània encara mantengueren, però, la seva esplendor, fins a la derrota definitiva per l'hegemonia territorial a la batalla de Cumes el 474 aC, després de la qual vendrà una lenta recessió que culminarà a començament del segle iii aC amb la submissió d'Etrúria a mans d'un nou agent polític, la República Romana.
Els diversos canvis en les rutes i influències comercials esdevenguts a conseqüència d'aquests fets tengueren l'efecte de convertir els etruscs en intermediaris principals dels contactes entre el món ibèric i les cultures i pobles centreeuropeus, principalment els celtes de la cultura de Hallstatt, alhora que s'atenuà el paper que hi jugà Massàlia. Això es veu en les importacions a Europa central, on la ceràmica grega no era rara i a partir del segle v aC i abans és substituïda per la ceràmica de factura etrusca. Diversos autors han suggerit que aquest canvi fou un dels factors clau del pas de la cultura de Hallstatt a la cultura de La Tène, perquè moltes d'innovacions típiques de la cultura de La Tène tenen els seus antecedents i inspiracions a la península Itàlica.

### Món fenício-púnic
Mentre que els etruscs es reservaren per la seva esfera d'influència les costes de la Campània, d'Etrúria i de Còrsega, els cartaginesos integraren Sardenya en el seu espai de domini comercial, per bé que hagueren de renunciar a l'ocupació efectiva de l'illa sencera per causa de l'oposició indígena, i així els cartaginesos limitaren les seves colònies a la costa del sud i l'est de l'illa. La gran resistència indígena a la conquesta cartaginesa, que es repetiria segles més tard amb Roma, s'explica sens dubte per l'existència d'un sistema d'organismes polítics ben organitzats que conformaven la civilització nuràgica, la qual podria haver rebut el suport de ciutats de la Magna Grècia.
La decaiguda del comerç grec amb Tartessos i la zona sud de la península oferí als púnics el monopoli comercial d'aquesta zona. Els cartaginesos canviaren cap a un model colonial més agressiu, amb més ocupació efectiva del territori, cosa que debilità els tartèssics i degué ser una de les causes de la seva desaparició a partir del segle v aC. Els púnics passaren a tenir contacte directe amb les rutes atlàntiques, cosa que trencà el monopoli tartèssic i en va ser la ruïna. Per altra banda, tot plegat fou la porta d'entrada a la colonització cartaginesa de les costes de la península Ibèrica. En conseqüència, l'impacte polític i cultural sobre els ibers també fou important. És a partir de llavors que les fonts comencen a donar els primers testimonis de guerrers ibers com a mercenaris en els exèrcits cartaginesos.